# Renault Type N (a)
Der Renault Type N (a) war ein frühes Personenkraftwagenmodell von Renault. Der Renault Type N (b) unterschied sich nur in winzigen Details. Beide Modelle wurden auch 14/20 CV genannt.

## Beschreibung
Das Modell wurde im Dezember 1902 auf dem Pariser Autosalon präsentiert. Es war das erste Mittelklassemodell von Renault. Am 31. Januar 1903 und am 21. Juli 1903 erschienen Berichte in der La France Automobile. Die nationale Zulassungsbehörde erteilte am 21. Februar 1903 ihre Zulassung. Im Oktober 1903 folgte der Renault Type S als Nachfolger.
Ein Vierzylindermotor mit 90 mm Bohrung und 100 mm Hub leistete aus 2545 cm³ Hubraum 14 PS. Eine Quelle gibt davon abweichend 90 bis 100 mm Bohrung, 100 bis 120 mm Hub,  2545 bis 3770 cm³ Hubraum und 10 bis 20 PS Leistung an. Der seitlich montierte Wasserkühler hatte 18 Kühlelemente. Die Motorleistung wurde über eine Kardanwelle an die Hinterachse geleitet. Die Höchstgeschwindigkeit war je nach Übersetzung mit 52 km/h bis 85 km/h angegeben.
Bei einem Radstand von 240 cm war das Fahrzeug 340 cm oder 350 cm lang und 155 cm breit. Das Fahrgestell wog 550 kg, das Komplettfahrzeug 1050 kg bis 1170 kg. Zur Wahl standen Tonneau und Sonderaufbauten.
Der ähnlich konzipierte und zeitgleich präsentierte Renault Type N (c) hatte einen Zweizylindermotor mit den gleichen Zylindermaßen. Äußerlich unterschied er sich bei etwas geringeren Abmessungen dadurch, dass sein Kühler nur zwölf Kühlelemente hatte.